# Meomyia vetusta
Meomyia vetusta är en tvåvingeart som först beskrevs av Walker 1849.  Meomyia vetusta ingår i släktet Meomyia och familjen svävflugor. Inga underarter finns listade i Catalogue of Life.